# Województwo nowogródzkie (1793)

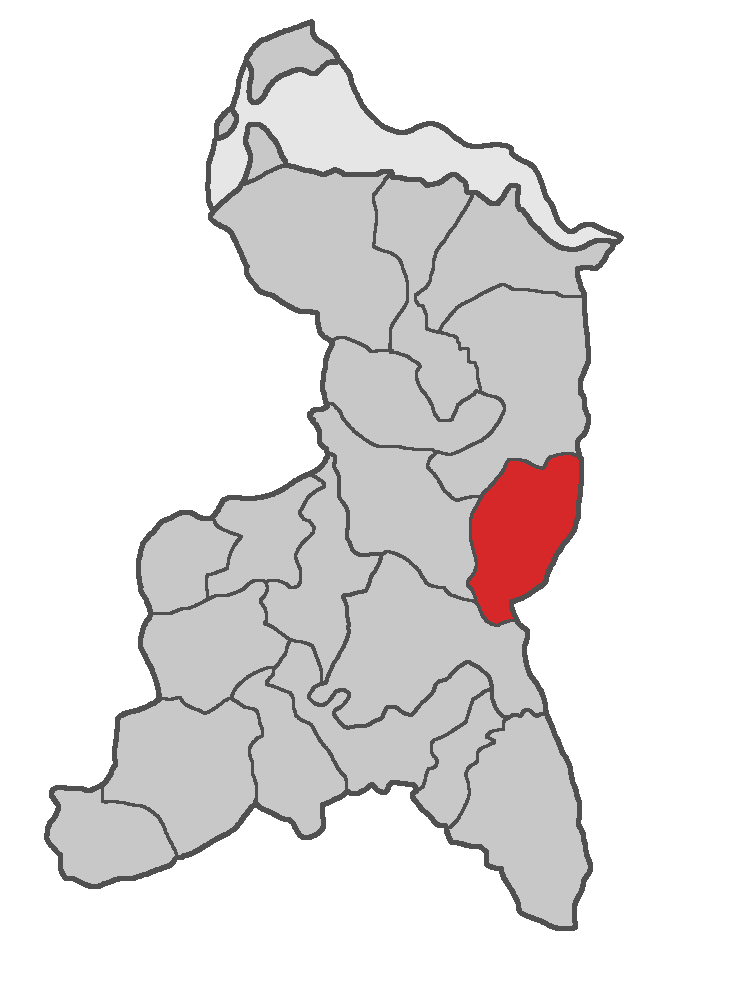
Województwo nowogródzkie na tle województw utworzonych na sejmie grodzieńskim

Województwo nowogródzkie (również województwo nowogrodzkie) zostało utworzone na sejmie grodzieńskim 23 listopada 1793 r. ze stolicą w Nowogródku. Nie zostało w pełni zorganizowane w związku z rozpoczęciem insurekcji kościuszkowskiej.
Województwo miało mieć w Sejmie dwóch senatorów (wojewodę i kasztelana) i sześciu posłów wybieranych na cztery lata (po dwóch z każdej ziemi).
Województwo dzieliło się na trzy ziemie:
- nowogródzką składającą się z dawnych parafii, oprócz tych, które przyłączono do ziemi stwołowickiej i części parafii mirskiej
- stołowicką składającą się z parafii: stwołowickiej, horodyskiej, darewskiej, myskiej, połoneckiej, zadwiejskiej, iskołdckiej, snowskiej, swojatyckiej, kroszyńskiej, krzywoszyńskiej i pozostałych przy Polsce części parafii: nieświeskiej, lachowickiej, niedźwiedzickiej i mirskiej
- słonimską składającą się z dawnych parafii, oprócz parafii olszewskiej przyłączonej do powiatu bereskiego.